# Королевский Отряд
«Королевский Отряд» (англ. Kingdom Force) — канадский мультипликационный CGI-сериал, созданный Мэтью Фернандес. Производство студии CBC Kids и Radio-Canada.

## Роли озвучили
- Бобби Кнауфф — Лука
- Тайлер Натан — Джабари
- Марк Эдвардс — TJ
- Джули Сайп — Далила
- Дуэйн Хилл — Норвин
- Джейн Спенс — Звездочка
- Роб Тинклер — Король Кот
- Брэд Адамсон — Профессор Данбит
- Вятт Уайт — Хоовер
- Кэти Гриффин — Либерти
- Меган Фаленбок — Варежки McGuirk
- Саманта Вайнштейн — Ялопи
- Ники Берк — Энви Фернандес

## Эпизоды
Было выпущено 26 серии:
- 01. Origins
- 02. Runaway Train / Forecast Chaos
- 03. Fire on Wolf Mountain / Go with the Floe
- 04. Sinkhole or Swim / Drop it Like it's Hot
- 05. Danger in Grizzly Valley / Gondola with the Wind
- 06. Bee Yourself / Creepy Crawlers
- 07. We Be Jammin / Dog Daze
- 08. Can You Dig It? / Howl-o-Ween
- 09. Funbit 9000 / Iron Ape
- 10. Ruin of Zoom / Night Birds
- 11. Mad Max Volume / Big Cat Blues
- 12. Stink 'Em Up / The Night Beast of Gorilla Gulch
- 13. Free Prize in Every Box / Sloppy Jalopi
- 14. Full Moon Fever / Super Jalopi!
- 15. Hello Dolly / Say Yes to the Mess
- 16. Snowballs of Fury / Cat Me if You Can
- 17. Ready, Set, Slow! / Ground Breakin', Earth Shakin', No Fakin'
- 18. Control Yourself / Codes of Trouble
- 19. Chill or Be Chilled / Gimme a Break
- 20. Under Pressure / License to Drill
- 21. Norvyn Not-So-Big / Skate Expectations
- 22. Moustivus / Outfoxed
- 23. Burden of Tooth / Alpha-Magnet
- 24. Fleas and Thank You / Cold Comfort
- 25. Growing, Growing, Gone / Ain’t No Level High Enough
- 26. See Cat Run / Throw Norvyn from the Train

## Оценки
На Internet Movie Database сериал оценили в 7,3 балла из 10.